# Renault Megane eVision
La Renault Megane eVision est un concept car de crossover électrique du constructeur automobile français Renault qui préfigure la Renault Mégane de cinquième génération dans sa version électrique Mégane E-tech Electric.

## Présentation
La Megane eVision est présentée en octobre 2020 lors de l'événement « Renault eWays » à Meudon dans le Hangar Y, accompagnée de la Dacia Spring.

## Caractéristiques techniques
Le concept car repose sur la plateforme technique CMF-EV (Common Module Family-Electric Vehicles) du Groupe Renault dévoilée par le concept car Nissan Ariya concept. Il adopte une nouvelle signature lumineuse à l'avant qui pourrait, selon Laurens van den Acker, directeur du style Renault, se retrouver sur les futurs modèles de la marque.

### Motorisation
La Megane eVision est dotée d'un moteur électrique d'une puissance de 160 kW (217 ch), placé à l'avant du véhicule, et de 300 N m de couple. L'ensemble motopropulseur est alimenté par une batterie lithium-ion d'une capacité de 60 kWh, permettant selon Luca De Meo, le PDG de Renault, jusqu'à 450 km d'autonomie.
|                                           | Megane eVision      |
| ----------------------------------------- | ------------------- |
| Puissance moteur                          | 160 kW              |
| Puissance maximale                        | 217 ch              |
| Couple maximum                            | 300 N m             |
| Capacité de la batterie                   | 60 kWh              |
| Temps de recharge sur une borne 130 kW DC | 30 minutes (à 80 %) |
| Temps de recharge sur une Wallbox 22 kW   | 3 heures            |
| Temps de recharge sur une Wallbox 7,4 kW  | 9 heures            |
| Autonomie (cycle WLTP)                    | 450 km              |
| Poids                                     | kg                  |
| Vitesse                                   | km/h                |
| 0 à 100 km/h                              | 8 s                 |